# 洞椎龙属
洞椎龙（学名：Taphrosaurus）是蛇颈龙目已灭绝的一个属，由美国古生物学家爱德华·德林克·科普于1850年命名。属名意为“（脊椎）有坑洞的蜥蜴”。
该属的物种主要生活于现今为北美洲的地区。其下有一个物种洛氏洞椎龙（Taphrosaurus lockwoodi），其化石于美国新泽西州塞尔维尔被发现。